# Хајвази
Хајвази су насељено мјесто у општини Осмаци, Република Српска, БиХ. Према прелиминарним подацима пописа становништва 2013. године, у насељу је живјело 554 становника.

## Становништво
| Демографија | Демографија | Демографија |
| Година      | Становника  | Становника  |
| ----------- | ----------- | ----------- |
| 1961.       | 312         |             |
| 1971.       | 541         |             |
| 1981.       | 401         |             |
| 1991.       | 569         |             |
| 2013.       | 554         |             |